# Metsakalmistu
Metsakalmistu är Tallinns Skogskyrkogård som anlades i Kloostrimetsa skog 1933 som stadens allmänna kyrkogård. Skogskyrkogården har planerats så naturlig som möjligt, med undvikande av imponerande gravmonument och anläggningar, förutom presidenten Konstantin Päts familjegrav och minnesmärket till fascismens offer. Kyrkogårdens enda byggnad är ett kapell i kalksten i funktionalistisk stil. Den första kulturpersonligheten som begravdes på Skogskyrkogården den 30 december 1933 var författaren Eduard Vilde. På Skogskyrkogården ligger många estniska författare, konstnärer, skådespelare, idrottare och andra offentliga personer begravda.